# Вальдес, Вильмар
Ви́льмар Ва́льдес (исп. Wilmar Valdez; 10 июля 1965, Тала, департамент Канелонес) — уругвайский футбольный функционер, исполняющий обязанности президента КОНМЕБОЛ в 2015—2016 годах, президент Уругвайской футбольной ассоциации (2014—2018), президент футбольного клуба «Рентистас» (2004—2008).

## Биография
Вильмар Вальдес родился и вырос в небольшом городе Тала в департаменте Канелонес 10 июля 1965 года. Высшее образование получил в Монтевидео, в Республиканском университете. На одном из карнавалов познакомился с сотрудниками клуба «Рентистас» и стал его болельщиком. Когда Вильмару исполнился 21 год, он стал работать в «Рентистасе» — изначально в подразделении, отвечавшем за молодёжные команды. В 1992 году, получив диплом нотариуса, Вальдес вошёл в Совет директоров клуба. На протяжении многих лет занимал должность генерального секретаря клуба. С 2004 по 2008 год Вильмар Вальдес был президентом «Рентистаса». С 1990-х годов регулярно входил в состав делегаций Уругвайской футбольной ассоциации во время международных поездок.
До 2014 года Вальдес продолжал работать в «Рентистасе» в качестве вице-президента и представителя клуба в АУФ. 2 апреля 2014 года он возглавил главную уругвайскую футбольную организацию — на временной основе, а в сентябре выиграл полноценные выборы президента АУФ сроком на четыре года.
Благодаря этому избранию, Вальдес стал представителем от Уругвая в КОНМЕБОЛ. На фоне коррупционного скандала в ФИФА, в котором такжы были замешаны руководители южноамериканских ассоциаций и федераций, уругваец довольно быстро поднялся по иерархической лестнице в КОНМЕБОЛ. В марте 2015 года он стал третьим вице-президентом организации. После ареста президента Венесуэльской футбольной федерации и вице-президента КОНМЕБОЛ с 1988 года Рафаэля Эскивеля, Вальдес стал вторым вице-президентом организации. Одновременно обвинения в коррупции были выдвинуты в отношении представителя Чили Серхио Хадуэ, который в ноябре подал в отставку. Вальдес стал первым вице-президентом.
В декабре 2015 года волна коррупционного скандала дошла и до президента КОНМЕБОЛ Хуана Анхеля Напоута. Парагваец был обвинён в отмывании денег, создании преступного сообщества и коррупции. В результате, в связи с невозможностью исполнять свои обязанности, 11 декабря 2015 года Напоут подал в отставку. Временно исполняющим обязанности главы Конфедерации стал Вильмар Вальдес. В своём первом выступлении в качестве главы КОНМЕБОЛ Вальдес призвал коллег вести совместную борьбу по очищению организации от последствий коррупционного скандала и начать процесс масштабного реформирования.
Вильмар Вальдес выдвинул свою кандидатуру на выборах нового президента КОНМЕБОЛ, но впоследствии снял свою кандидатуру в пользу Алехандро Домингеса. 26 января 2016 года Домингес был единогласно избран новым президентом организации.
В 2018 году Вальдес не стал выдвигать свою кандидатуру на новых выборах президента АУФ «по личным мотивам» и «по состоянию здоровья». Впоследствии в интервью он сказал, что против него велись политические игры, и он совершил ошибку, не продолжив борьбу за пост главы ассоциации. Кроме того, он отметил, что на тот момент его брак был под угрозой, а сам он был вынужден обратиться к психологу.
В феврале 2020 года ФИФА дисквалифицировала Вильмара Вальдеса от футбольной деятельности сроком на один год из-за «нарушения этического кодекса» организации.